# Jüdischer Friedhof (Goldberg)
Der ehemalige Jüdische Friedhof Goldberg lag in Goldberg im Landkreis Ludwigslust-Parchim in Mecklenburg-Vorpommern. Er ist 1950 eingeebnet und später bebaut worden.

## Beschreibung
Der Friedhof lag an der Güstrower Straße 31,  in der Nähe des kommunalen Friedhofes. Das Grundstück von 742 m² wurde 1950 von der jüdischen Landesgemeinde an die Stadt verkauft.

## Geschichte
Die Gründungszeit des Friedhofes ist nicht bekannt. Die letzte Beisetzung fand 1919 statt. Schändungen in der Zeit des Nationalsozialismus sind nicht überliefert. 1950 kaufte die Stadt das Grundstück für 400 Mark von der Landesgemeinde. Das völlig verwilderte Gelände wurde 1950 geräumt. Bis 1988 diente es als Garten, dann wurde das Grundstück teilweise mit einem Mehrfamilienhaus überbaut. Das Anbringen einer Gedenktafel wurde von den staatlichen Stellen der DDR untersagt. Eine Gedenktafel fehlt auch heute noch.
Die 1845 erbaute ehemalige Synagoge in der Jungfernstraße 34 wurde nach dem Ersten Weltkrieg gewerblich genutzt. 1925 erwarb die Katholische Kirche das Gebäude. Nach mehrfachen Umbauten wird es seitdem gottesdienstlich genutzt. Eine Gedenktafel im Hof weist auf den Ursprung des Gebäudes hin.